# Piotr Włoch
Piotr Włoch (ur. 3 października 1954 w Tomaszowie Lubelskim) – polski prawnik, samorządowiec, były wicemarszałek województwa lubelskiego.

## Życiorys
W 1978 ukończył studia na Wydziale Prawa Uniwersytetu Marii Curie-Skłodowskiej w Lublinie. Uzyskał następnie uprawnienia radcy prawnego. Absolwent Centrum Podyplomowego Kształcenia Pracowników Administracji Państwowej Instytutu Organizacji i Zarządzania Kadr w Warszawie. 
W latach 1985–1990 był wiceprezydentem Lublina z ramienia Stronnictwa Demokratycznego. W latach 1998–2006 sprawował mandat radnego sejmiku lubelskiego I i II kadencji z ramienia Sojuszu Lewicy Demokratycznej. Dwukrotnie pełnił funkcję wicemarszałka województwa (w okresach 2001–2002 i 2003–2005). Był także wiceprzewodniczącym rady nadzorczej Wojewódzkiego Funduszu Ochrony Środowiska i Gospodarki Wodnej w Lublinie. W 2001 bez powodzenia kandydował do Senatu.
Zasiadał w radzie społecznej Centrum Onkologii Ziemi Lubelskiej Dziecięcego Szpitala Klinicznego w tym mieście. Działa w regionalnym Towarzystwie Przyjaciół Dzieci.
W 2007 odszedł z SLD.
W 2003 otrzymał Złoty Krzyż Zasługi.